# 奇异斜管螺
奇异斜管螺（学名：Grandinenia mirifica）是柄眼目烟管蜗牛科斜管螺属一种。主要分布于中国大陆，常栖息在阴暗潮湿和多腐殖质的环境。